# Санта-Круш-да-Грасиоза (район)
Санта-Круш-да-Грасиоза (порт. Santa Cruz da Graciosa) — населённый пункт и район в Португалии, входит в округ Азорские острова. Расположен на острове Грасиоза. Является составной частью муниципалитета Санта-Круш-да-Грасиоза. Население составляет 1838 человек на 2001 год. Занимает площадь 15,98 км².
Покровителем района считается Животворящий Крест (порт. Santa Cruz).

## Галерея

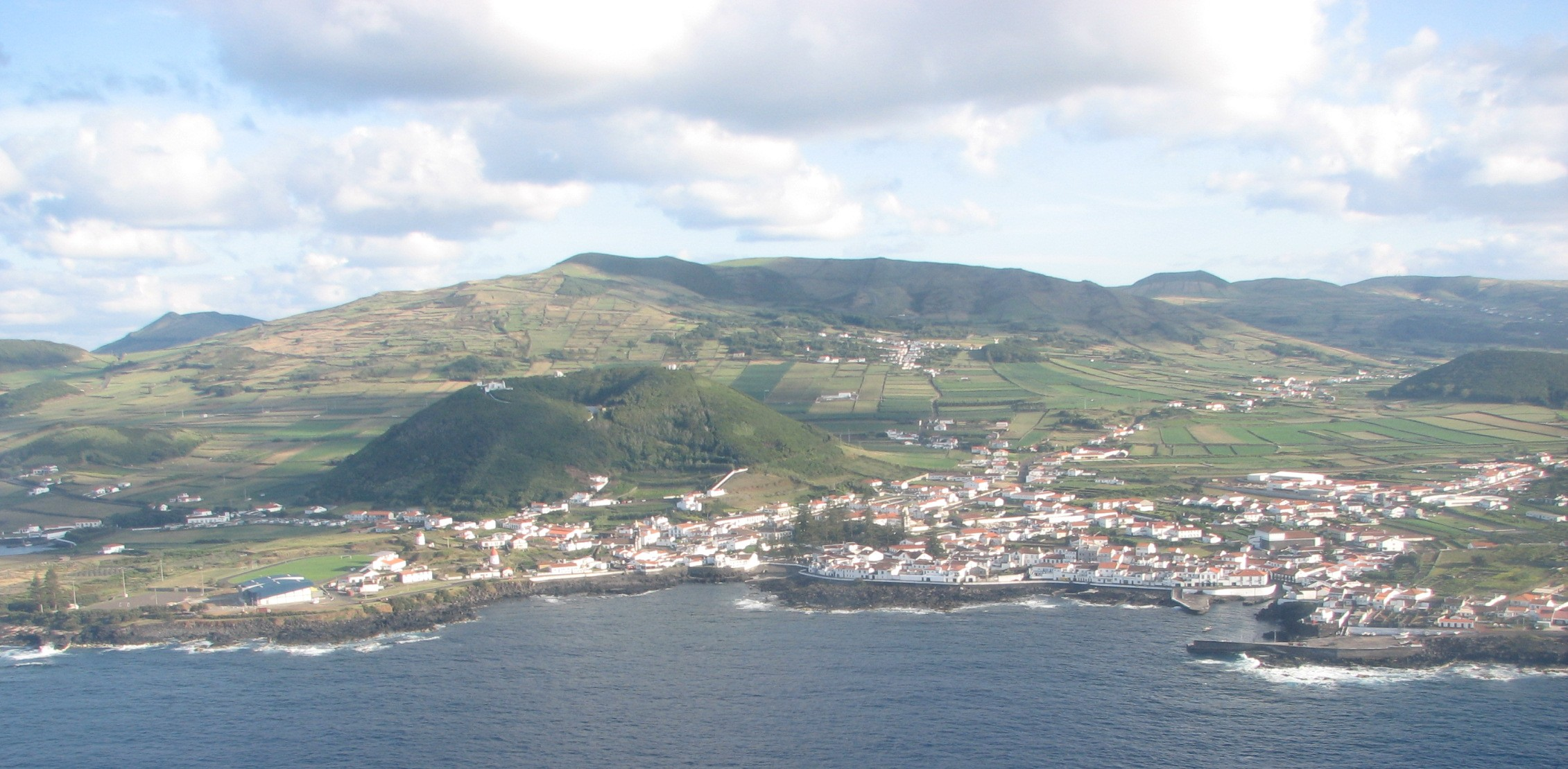
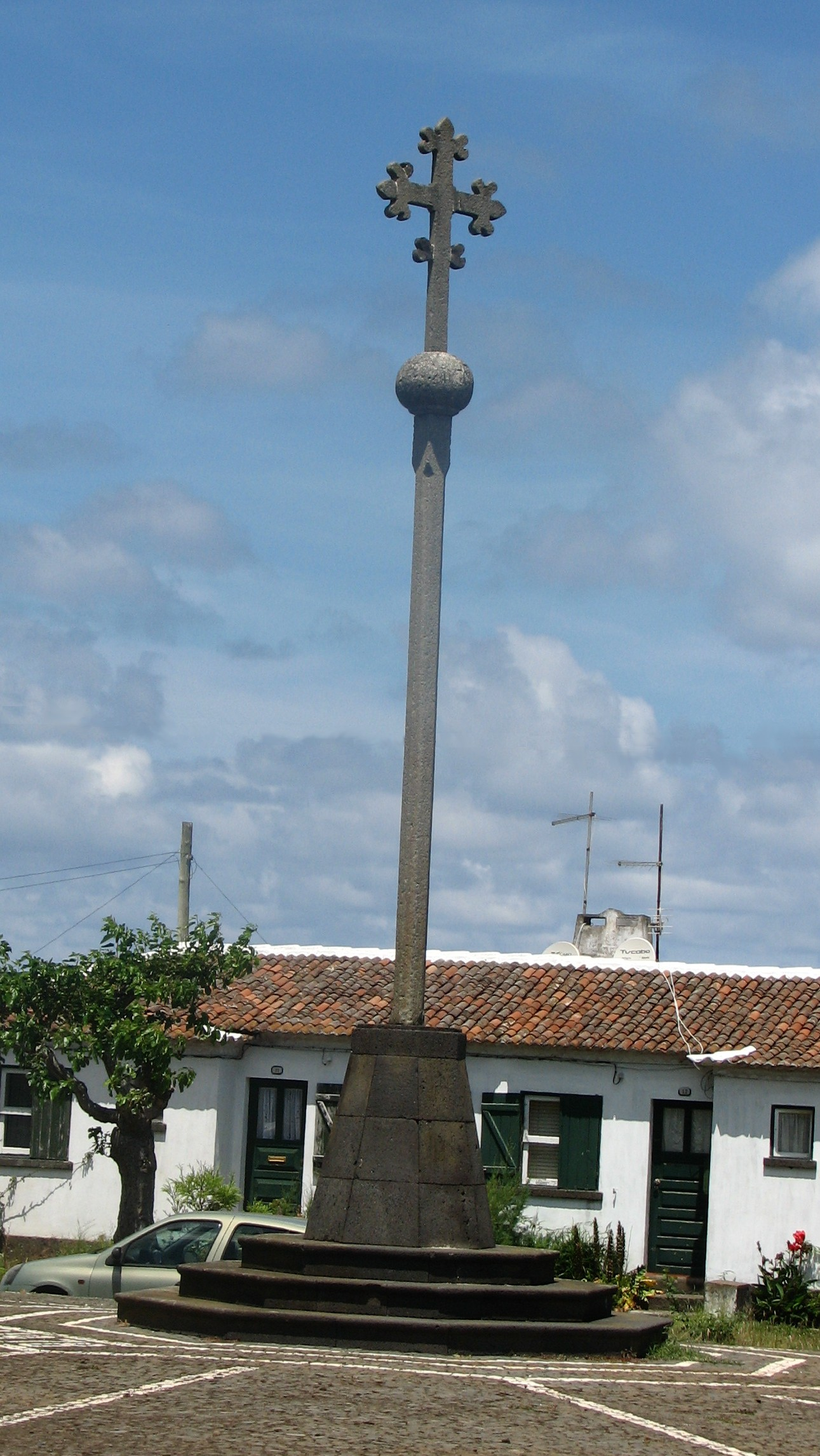